# Бої під Попасною (2014—2021)
В районі Алчевсько-Стаханівської агломерації у 2014—2021 роках тривали затяжні позиційні бої в ході війни на сході України.
Агломерація включає низку міст: Кадіївка (колишній Стаханов), Первомайськ, Голубівка (колишній Кіровськ), Брянка, Алчевськ, вони всі з 2014 року контролювалися проросійськими силами, переважно казачими угрупованнями. Українські війська утримували ряд населених пунктів навколо агломерації — місто Попасна та село Троїцьке на заході, та місто Гірське і селище Новотошківське на півночі.
Під час російського повномасштабного вторгнення 2022 року російські війська перейшли у наступ.

## Перебіг подій

### 2014
17 липня вранці члени проросійських угруповань вчинили засідку під Попасною, при штурмі блок-посту був поранений солдат 26-ї артилерійської бригади Віктор Бойко. Тоді передовий спостережний пункт на бронемашині зайняв блокпост для оборони перед містом, в складі ПРП-4 були також старший лейтенант Костянтин Чурсін, старший сержант Володимир Мельник, старший солдат Віктор Бойко, старший сержант Едуард Шмідт. Їхнім коригуванням гаубиці знищили всі укріплення терористів — крім вогневих точок у житлових будинках. 18 липня 2014 року під Попасною вів бої батальйон «Миротворець».
22 липня Попасну було визволено від проросійських бойовиків добровольчим батальйоном «Донбас».
14 серпня проросійські сили намагались заволодіти Попасною, але українські бійці відбили їхню спробу.
2 вересня 2014 року проросійські формування завдали артилерійського удару по Попасній, вогонь вівся з боку міст Ірміно та Первомайськ, через обстріли пошкоджено лінії вагоноремонтного заводу, відбулися руйнування у приватному секторі. Жителі Попасної полишають місто.
Впродовж кінця вересня—листопада 2014 року проросійські сили завдають низку артилерійських обстрілів Попасної, використовуючи системи залпового вогню «Град», міномети. Обстріли велися з Алчевсько-Стаханівської агломерації, контрольвоаної проросійськими угрупованнями. Руйнується інфраструктура міста — станція швидкої медичної допомоги, вагонний завод, житлові будинки, дитячий садок, школа, газопровід. Були вбиті та поранені цивільні.

### 2015
Початок 2015 року почався з важких боїв в районі Дебальцевого, українські війська під Попасною були у безпосередній близькості до району боїв і підтримували ліву горловину українського дебальцівського угрупування. Ще восени 2014 року українські війська звели тут серію опорних пунктів на панівних висотах від Троїцького до Попасної: «Пастух», «Сміливий», «Кінолог», «1702», «Єгер» та «Саша».
Впродовж 17—31 січня 2015 року бойовики продовжують обстріл Попасної з систем «Град», артилерії та мінометів.

#### Бій 1 лютого на ВОП «Саша»
1 лютого 2015 року передові підрозділи окупаційних військ вийшли в район ВОП «Саша», що знаходився на дальній околиці Троїцького, у 2 км від центру села. На опорному пункті перебувало 2 танки. Бойовики скористалися глибокою балкою, що з їх сторони підходила до села Троїцьке. У тому районі не було контактних боїв — лише обмін залпами артилерії, тому балка не була замінована, і не була прикрита дозорами. Проросійські загони непомітно пройшли нею і накопичили сили у порядка 100 чоловік. Вони зібралися у лісопосадці, зайшли в тил українських позицій і замінували єдину дорогу, що вела до ВОП «Саша». Опорний пункт не був призначений для кругової оборони, і бойовики завдали удару з тилу о 6 ранку. З розрахунку на раптовість, артилерійська підготовка ними не проводилася.
Початок бою йшов для них успішно — бойовики заволоділи одним українським танком без бою, і почали закидати гранатами бліндаж, в якому був екіпаж танку. Вдала конструкція бліндажа зберегла життя українським воякам, проте загинув танкіст Дмитро Головін, що вийшов з бліндажа до танка. За іншими даними, Дмитро Головін вирішив зберегти життя 19-річному солдату у бліндажі, наказавши тому сидіти і вийшов з бліндажа сам. З бойовиками він мав коротку розмову, після чого Дмитра стратили. Розстріл Дмитра підтвердив і проросійський бойовик на прізвисько «Чечня», що брав участь у бою, у своєму інтерв'ю. О 6:00 ранку командир української батальйонно-тактичної групи «Атлет» підняв по тривозі резерв у складі двох танків та однієї БМП. БМП не могла завестися, тому було прийнято рішення вирушати всього двома танками без піхоти. Танки висунулися з Попасної в район ВОП «Саша», що був за 20 км. Колона після проходження дамби за наказом командира 8-ї танкової роти старшого лейтенанта Сергія Федосенка зійшла з дороги на поле, уникнувши таким чином замінованої дороги.
Приблизно о 7:00 ранку, через годину після початку бою на опорному пункті, танки Сергія Федосенка та Максима Мірошниченка вступили у бій, вийшовши у спину супротивнику. Танк Мірошниченка проламав лісопосадку, переїхавши двох членів проросійських формувань. Про танк, що вилетів з лісопосадки, згадував і бойовик «Чечня». На полі бою танки мали перевагу через постійне маневрування, але без зв'язку з опорним пунктом спершу не мали змоги відрізнити своїх бійців від російських. Тільки після підтвердження того, що українські зайняли оборону в бліндажах, танки відкрили вогонь по супротивнику, що ховався в траншеях. Танк Федосенка під'їхав до капоніру опорного пункту, де у глибокій калюжі стояв танк Михайла Москаленка — виявилося що його гармата виведена з ладу, а башту заклинило. Разом з Москаленком українські екіпажі не дали скористатися супротивнику другим захопленим танком.
Українські танки у бою також підтримував вогнем з сусіднього ВОП «Єгер» танк Олексія Осташівського. Під час бою танк Осташівського був підбитий з ПТКР, екіпаж загинув. Атаку окупаційних сил було відбито, вони зазнали втрат у порядка 36—40 чоловік.
- Того ж дня було повідомлено, що в передмісті Попасної тривав бій — українські військові відбили танковий наступ окупаційних корпусів[21].
- Боєць 17-ї танкової бригади Олександр Юхименко на другий день зняв на відео наслідків з поля бою.[22]
- Старший лейтанант Сергій Федосенко через рік розказав деякі подробиці — за наказом комбата Геннадія Мірохіна ударна резервна група раніше відпрацьовувала ймовірне відбиття атаки супротивника, в тому числі й на ВОП «Саша». Маневрене застосування танків, попередні тренування та постійна підтримка танків у повній бойовій готовністі стали запорукою успішної контратаки.[13]

2 лютого поблизу Попасної сили окупаційних військ намагалися продовжувати наступальні дії — із застосуванням кількох одиниць бронетехніки — 6 ББМ та 2 танки — був атакований один з блокпостів українських військ. Атака відбита, 1 БМП-2 та 1 одна одиниця автотранспорту противника знищена, атакуючих відкинуто.
19 червня 2015 року окупаційні сили з установки «Град» обстріляли Попасну, важко поранено бійця Нацгвардії.
24 липня у боях під Попасною убито до чотирьох членів 6-го окремого мотострілецького полку окупаційних військ.
10 листопада 2015 року ближче до півночі російсько-терористичні сили намагалися атакувати українських вояків поблизу Новозванівки. При наближенні ДРГ українськими військовими прийнято рішення відкрити вогонь на ураження, терористи відступили та намагалися обійти з лівого флангу. У терористів є загиблі та поранені.

### 2016
14 квітня 2016 року молодший сержант Сергій Шадських прямим влучанням з протитанкового комплексу знищив два «Урали» з мінами бойовиків 6-го козачого полку окупаційних військ в районі смт Калинове. Чотири бойовики «ЛНР» були вбиті, ще вісім поранені.
19 червня 2016 року під Новозванівкою внаслідок обстрілу терористами загинув один військовий — прапорщик батальйону «Київська Русь» Ігор Хом'як. 5 липня в пообідню пору під час огляду взводного опорного пункту біля села Троїцьке підірвався на протипіхотній міні старший солдат 59-ї бригади Ігор Воловенко. 9 липня вранці противник розпочав масований артилерійський обстріл, під прикриттям якого спробував провести атаку поблизу села Троїцьке на позиції ЗСУ. Стариший сержант 54-ї бригади Володимир Новгородський поліг від кульового поранення, тоді ж загинули солдати Руслан Чеботарь та Олександр Домашенко; атаку було відбито.
23 липня 2016 року військовики спостережного посту біля селища Новозванівка на Луганщині виявили просування ДРГ проросійських сил та відкрили вогонь зі стрілецької зброї. Двох диверсантів було вбито, при відступі ДРГ ще чотири її члени були поранені. Українські вояки забрали тіла загиблих диверсантів на опорний пункт. При огляді було виявлено російську зброю, міни, набої.
- Прагнучи завадити діям вояків, терористи відкрили по них вогонь з мінометів 82- та 120-мм калібру, із АГС-17, СПГ-9, зенітної установки, 122-мм самохідної установки, згодом прилучили до обстрілу й танк, обстріли тривали з 8:40 до 13:50, у цей час загинув молодший сержант Сергій Шадських, поранень зазнали четверо вояків.
- Близько 14:10 до спостережного посту українських сил вийшла ще одна ДРГ терористів — кількістю до 20 чоловік, з відстані 50 метрів диверсанти почали обстріл із стрілецької зброї. Вогнем у відповідь російських окупантів було зупинено та відкинуто; за даними радіоперехоплення, втрати терористів склали двоє убитих й п'ятеро поранених. З огляду на загрозу артилерійського та мінометного вогню вояки зі спостережного посту відійшли на сусідній, по припиненні вогню повернулися на попередню позицію. При подальшому закріпленні на спостережному посту та відновленні системи інженерних загороджень група військовиків просунулась вперед, маючи завданням недопущення раптового нападу противника. При висуненні група вступила у вогневий контакт, в ході бою загинув старшина 8-го полку спепризначення Роман Матвієць, ще троє вояків було поранено. Втрати противника, за даними радіоперехоплання, склали п'ятеро убитими. Побратими припускають, що Роман Матвієць ліквідував кулемет та кулеметника в рукопашному бою — після його стрибка в лісосмугу кулемет терориста заклинило.
- Знищеними членами ДРГ виявилися учасники 15-го батальйону «СССР Брянка»: Ломов Олександр Олександрович «Лом», командир розвідувального підрозділу батальйону, і Колосовський Олексій Григорович «Тихий».
- було захоплено арсенал зброї російського походження.

19 вересня 2016 року біля Новозванівки з боку Калинового відбулося бойове зіткнення між українськими силами та ДРГ терористів. 2 серпня 2017 року під Новозванівкою снайпер терористів убив бійця ЗСУ. 24 вересня 2017-го під час вогневого протистояння під Новозванівкою зазнав поранення український боєць.
8 жовтня поблизу села Троїцьке внаслідок підриву на «розтяжці» загинув солдат 54-ї бригади Зінченко Андрій Сергійович. 16 жовтня на міні під Новозванівкою підірвався військовий автомобіль; смертельних поранень зазнав вояк 11-батальйону Нестеренко Андрій В'ячеславович. 10 листопада на бойовому посту в районі села Новозванівка Попаснянського району загинув молодший сержант 24-ї бригади Юрдига Олег Степанович.
20 грудня під час обстрілу поблизу села Новозванівка загинув солдат 24-ї бригади Вінярський Олександр Анатолійович. 30 грудня 2016 року біля Попасної відбулося бойове зіткнення, напад сил окупаційних корпусів відбито із нанесенням їм втрат.

### 2017
10 січня в часі обстрілу під Новозванівкою загинув солдат 24-ї бригади Климюк Ігор Павлович. 12 січня під час бойових дій з силами окупаційних корпусів зазнали поранень 3 українських військовиків. 1 лютого під Попасною зазнав поранень під час обстрілів терористами 1 військовик.
В другій половині січня 2017 р. однією із найгарячіших точок на лінії фронту було село Калинове, що розташоване поміж Первомайським і Стахановим з одного боку, і Дебальцевим — з іншого. Спроби просунутись у цьому напрямку українські війська здійснювали ще з початку нового року. 13 січня ЗМІ повідомляли про спробу прориву українських військ (так званий «повзучий наступ») у напрямку Первомайська і Стаханова. Тоді про обстріли і бої повідомляли у підконтрольних Україні Новоолександрівці, Новозванівці, Троїцькому, а також в окупованих Ірміно, Калиновому і Первомайську. За неофіційною інформацією, з українського боку там була задіяна 54-та бригада, яка відзначилась у боях на Світлодарській дузі.
22 січня прозвучало офіційне підтвердження того, що у напрямку Первомайська висунувся грузинський легіон — бійці 25-го батальйону «Київська Русь», що входить до складу 54-ї бригади. Вони просунулись вперед на півкілометра і вибили бойовиків з висоти «270.4», зайнявши їх бліндаж. Операція отримала назву «Сухумі», були залучені підрозділи трьох батальйонів..
25 січня російські соцмережі знову розповсюджували повідомлення про наступ української армії на Калинове.
За даними росіян, 6 лютого під Калиновим тривали бої — о 16:20 почалися стрілецькі бої із застосуванням мінометів.
4 листопада внаслідок обстрілу проросійських терористів поблизу Новозванівки отримав бойову травму один український військовий.

### 2019
2 травня підрозділи 46-го батальйону «Донбас-Україна» внаслідок успішно проведеної операції поблизу Новозванівки просунулись вперед на 1 км та зайняли вигідніші рубежі; поранень зазнали три військовослужбовці батальйону.
29 травня під Попасною зник безвісти військовик 54-ї бригади. Згодом тіло солдата Степанченка було знайдене — він загинув у бою з диверсійно-розвідувальною групою терористів.

### 2020
17 лютого 2020 року, за повідомленнями Головного управління розвідки Міністерства оборони України, російське окупаційне командування активізувало заходи з провокування напруженості на тимчасово окупованих територіях у Донецькій та Луганській областях.
18 лютого, близько 5:00, російські війська атакували українські опорні пункти біля Золотого в районі населених пунктів Новотошківське, Оріхове, Кримське, Хутір Вільний. Українські сили зазнали втрат, загинув один вояк і чотири дістали поранення. За оцінкою журналістів, таких масштабних бойових дій на фронті не було з 2018 року. Проросійські сили здійснили спробу прориву через лінію зіткнення.

### 2022
Під час російського повномасштабного вторгнення російські війська перейшли у наступ.

## Матеріали
- Юрій Бутусов, 1 февраля 2015 года — сражение на опорном пункте «Саша» глазами участников: 36 боевиков уничтожено 17-й танковой бригадой(рос.) // Цензор.нет, 5 лютого 2016
- В.Кіртока, «Я Бульдог, у нас прямое попадание САУ — скорее всего, один „двухсотый“, нужна эвакуация»(рос.) // Цензор.нет, 30 липня 2016
- Олександр Шульман (8 лютого 2018). Лютнева «спека» Дебальцевого. na.mil.gov.ua. Народна армія. Архів оригіналу за 11 лютого 2018. Процитовано 12 лютого 2018.
- Валерій Снегірьов, Сергій Мовчан, Світлана Рибалко, Попасна під «Градами» // УГСПЛ, 2018
- Олександр Шульман, Як відбили спробу оточити Дебальцевське угрупування проривом під Попасною – 5 років потому // АрміяInform, 1 лютого 2020
- Золоте: від початку війни і до останнього бою // truth-hounds.org, лютий 2020

### Відео
- Історії війни: О.П. Саша. Відплата // Shuster online, 22 квітня 2016
- МОЯ ВІЙНА / Сергій Федосенко // EXPERT-KR, 19 квітня 2017